# كيرميت قوزنيل
كيرميت قوزنيل (بالإنجليزية: Kermit Gosnell) اسس وأدار عيادة مجتمع المرأة الطبي للأجهاض في فيلادلفيا. تم أتهام قوزنيل ومجموعة من مساعدية بثمان جرائم قتل، 24 جناية و277 جنحة تتعلق بعمل عمليات أجهاض غير قانونية. ضحايا جرائم القتل هم كارنامايا مونقر، توفت بعد إجراء عملية أجهاض فاشلة، وسبعة خدج قيل انه تم قتلهم بعد ولادتهم احياء، وذلك بقطع الحبل الشوكي من خلف الرقبة. في مايو 2013، تم أدانة قوزنيل بتهمة القتل العمد لثلاثة من السبة خدج، والقتل الغير عمد في مقتل كارنامايا مونقر، بالإضافة إلى 21 جناية و 211 جنحة تتعلق بمخالفات في عمليات الإجهاض. قوزنيل تخلى عن حق النقض ليتفادى عقوبة الإعدام.